# Gazpromtransz
A Gazpromtransz Kft. (oroszul: ООО „Газпромтранс”) az egyik legnagyobb vasúti áruszállítással foglalkozó oroszországi cég, a Gazprom leányvállalata. Korlátolt felelősségi társaság (kft.), alapítója (2002) és 100%-ban tulajdonosa is a Gazprom. 

## Ismertetése
Fő tevékenységi köre: folyékony szénhidrogének, más folyékony, ömlesztett és darabos áruk (pl. távvezetékekhez acélcsövek) szállítása, teljeskörű szállítási és expediálási szolgáltatás nyújtása. Székhelye Moszkvában van. 
A társaságot eredetileg azért hozták létre, hogy egységes rendszerbe szervezve, saját vasúti eszközökkel és önállóan gazdálkodva teljesítse a Gazpromhoz tartozó vállalatok vasúti szállítási megrendeléseit. 2006-ban kezdte meg a Gazpromhoz nem tartozó olaj- és gázipari vállalatok vasúti teherszállítási, logisztikai, rakodási, stb. igényeinek teljesítését is. Saját vasúti szállítókapacitással rendelkezik, az Oroszországi Vasutak állomásait a gyárakkal, termelőhelyekkel összekötő mellékvonalain a vontatást saját mozdonyai végzik. 2014 elején 30 575 tehervagonnal és 87 mozdonnyal rendelkezett.
2020-ban hét regionális filiáléja működött: 2003-ban létesítette asztraháni, orenburgi, szurguti és uhtai filiáléját, ezekhez járult 2009-ben az új jamali és 2017-ben az amuri filiálé.
A Jamal-félszigeten feltárt Bovanyenkovo gázmező kitermelésére a Gazprom még a 20. század végén saját vasútvonal építésébe kezdett. Az ún. Obszkaja–Bovanyenkovo–Karszkaja-vasútvonal építésének befejezésével, illetve üzemeltetésével 2008-ban a Gazpromtranszot bízták meg. Az 572 km hosszú vasúti pálya a Gazprom projektjének fontos része: ez teszi lehetővé az áruk és a munkások eljuttatását Jamali Nyenyecföld északi szénhidrogénmezőire. 2009-ben átadták a Juribej folyón és árterén épített 3,9 km-es vasúti hídat. 2011-ben a Gazpromtransz megkezdte a rendszeres árúszállításokat az új jamali vasútvonalon.

## Vezetői
Vezérigazgatója 2002-től Vjacseszlav Tyurin volt, helyét 2019-ben mb. vezérigazgatóként addigi helyettese, Alekszandr Filin vette át. 2019. júniustól a vezérigazgató M. V. Mironyenko. (trans.gazprom.ru, 2019-06-20)